# Rodrigo Exequiel Herrera
Rodrigo Exequiel Herrera (Famaillá, Tucumán, Argentina; 6 de marzo de 1989) es un futbolista argentino. Juega de defensor central y actualmente se encuentra jugando en Sarmiento de La Banda, en el Torneo Federal A.

## Clubes
| Club                      | País      | Año             |
| ------------------------- | --------- | --------------- |
| Atlético Tucumán          | Argentina | 2008            |
| Atlético Famaillá         | Argentina | 2008-2009       |
| Atlético Tucumán          | Argentina | 2009-2010       |
| Central Norte de Salta    | Argentina | 2010-2011       |
| Racing de Córdoba         | Argentina | 2011            |
| Atlético Tucumán          | Argentina | 2012-2013       |
| San Jorge de Tucumán      | Argentina | 2013-2014       |
| San Lorenzo de Alem       | Argentina | 2014            |
| Cipolletti                | Argentina | 2015            |
| Juventud Antoniana        | Argentina | 2016-2017       |
| Unión Aconquija           | Argentina | 2017            |
| Concepción FC             | Argentina | 2018            |
| Achirense                 | Argentina | 2018-2019       |
| Sansinena                 | Argentina | 2019-2020       |
| Olimpo                    | Argentina | 2020-2021       |
| Deportivo Merlo           | Argentina | 2022            |
| Santa Lucía Cotzumalguapa | Guatemala | 2022-2023       |
| Sarmiento de La Banda     | Argentina | 2023-Actualidad |